# Egon Heiss

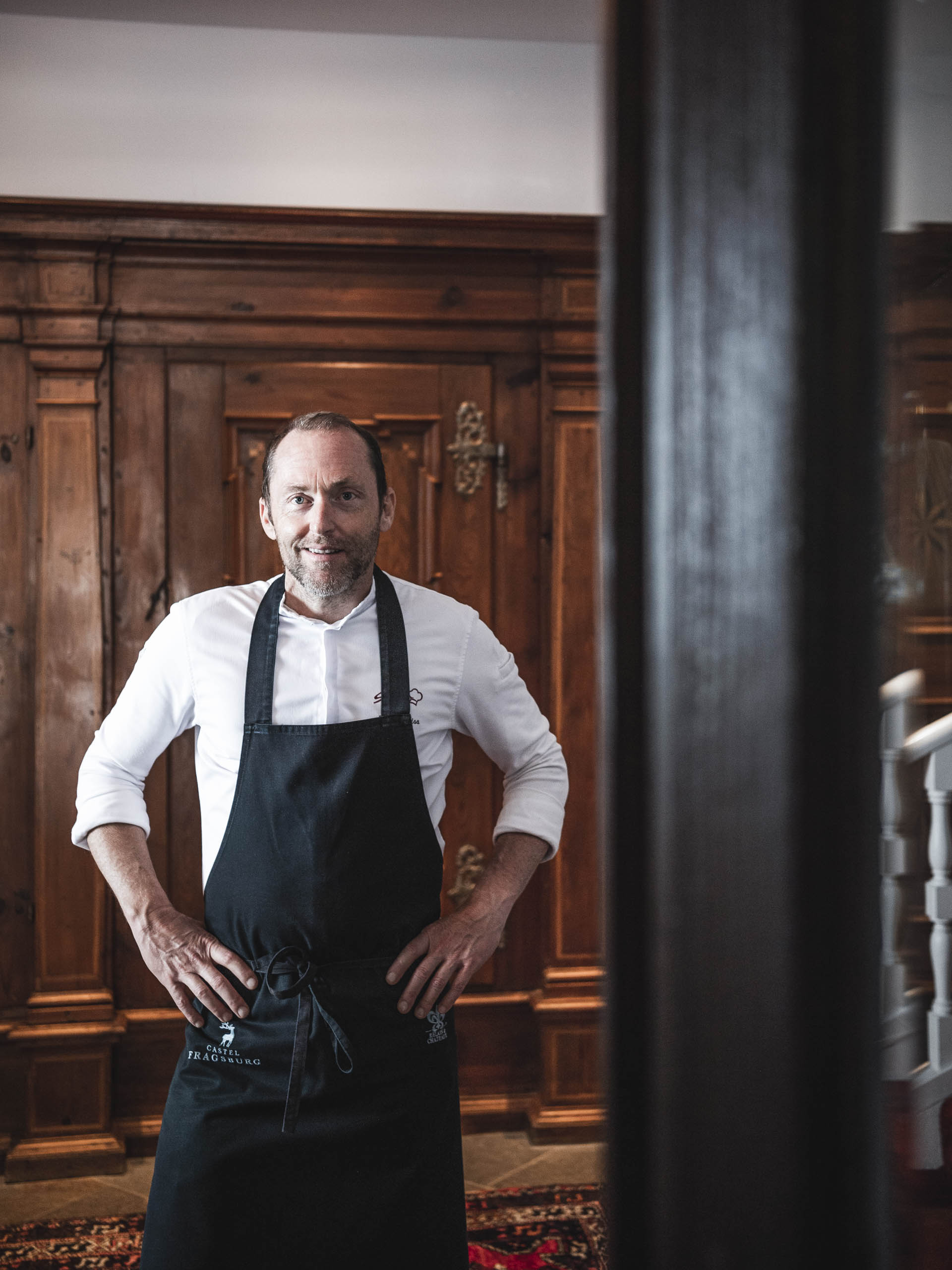
Küchenchef Egon Heiss im Relais & Châteaux Castel Fragsburg in Meran, Südtirol, Italien

Egon Heiss (* in Südtirol) ist ein italienischer Koch.

## Werdegang
Egon Heiss durchlief nach seiner Ausbildung zum Koch im Hotel Meranerhof in Meran mehrere Stationen auf der ganzen Welt. Vom La Perla in Corvara über Norbert Niederkoflers Rosa Alpina führte ihn der Weg bis nach Palm Beach und New York. Nach einem Abstecher auf Sardinien ging Heiss schließlich zu Marco Pierre White nach London. Drei Monate später wechselte er ins Ostroff in Prag, das nach eineinhalbjährigem Bestehen aufgrund einer Überschwemmung schließen musste. Zurück in London arbeitete er bei Anton Mosimann und später unter Gordon Ramsay. Wieder zurück in Südtirol ging er in das Hotel Castel in Dorf Tirol unter der Führung von Gerhard Wieser. Daran anschließend nahm Heiss seine erste Stelle als Küchenchef im Parkhotel Laurin in Bozen an. Zweieinhalb Jahre später zog es ihn wieder zurück in seine Heimatgemeinde Sarntal, wo er die kulinarische Leitung des Hotels Bad Schörgau übernahm, dessen Gourmetrestaurant 2014 mit einem Michelinstern ausgezeichnet wurde. Seit 2019 ist Egon Heiss der Küchenchef im Relais & Châteaux Castel Fragsburg in Meran. Das Gourmet-Restaurant Prezioso des 5-Sterne Hotels ist mit einem Michelin-Stern ausgezeichnet.

## Auszeichnungen
- 1 Stern im Guide Michelin
- 1 grüner Stern im Guide Michelin
- 4 rote Hauben im Gault Millau und Chef des Jahres 2024